# Pseudanisentomon jiangxiense
Pseudanisentomon jiangxiense är en urinsektsart som beskrevs av Yin 1987. Pseudanisentomon jiangxiense ingår i släktet Pseudanisentomon och familjen trakétrevfotingar. Inga underarter finns listade i Catalogue of Life.